# 예측 민주주의
예측 민주주의는 유권자들에게 어느 정도 신뢰할 수 있는 미래 사건 예측을 고려하는 민주적 의사 결정에 의존하는 공민학 이론이다. 이 문구는 앨빈 토플러가 자신의 저서 퓨쳐 쇼크에서 처음 사용했으며 1978년 클레멘트 베졸드가 편집한 책 '예측 민주주의'에서 더욱 확장되었다.
예측적 접근 방식의 다른 저명한 옹호자로는 뉴트 깅그리치, 하이디 토플러, K. 에릭 드렉슬러, 로빈 핸슨이 있다. 그들은 모두 전문가뿐만 아니라 대중도 이러한 "예측"에 참여하는 접근 방식을 옹호한다.
미국 정부의 정보 인식 사무소의 퓨처맵 프로그램은 2003년 7월 29일 취소되기 전에 예측 시장을 제안했다.

## 변형
생태지역 민주주의는 어떤 특정 행동이 가져올 생태 건강 결과를 (유사한 과학적 과정을 사용하여) 예측한다는 점에서 예측 민주주의의 변형으로 나타날 수 있다. 그러나 이는 일반적으로 훨씬 덜 취약한 수단에 더 많이 의존하고 비교 측정 및 양에는 덜 의존한다.
대안인 숙의 민주주의는 예측 모델 또는 생태지역 모델과 결합될 수 있다. 이는 미래 사건에 베팅하는 공식 모델이나 시장 시스템보다는 논의에 더 의존한다.
숙의적, 예측적, 생태지역적 접근 방식은 모두 참여 용이성, 법적 입증 책임, 비인간 생명 또는 미래 세대에 대한 관심, 참가자들의 관용과 선호도 또는 진리에 대한 이상 반영 정도가 다른 참여 민주주의의 변형으로 간주될 수 있다. 숙의 모델은 좌파적 모델로 간주될 수 있고, 예측 모델은 우파적 모델로 간주된다. 이 논쟁을 피하고 두 접근 방식의 장점을 모두 인정하는 사람들(예: 일반적으로 일반적인 용어인 "참여 민주주의"를 선호하는 녹색당원)도 있다. 이 용어는 녹색정치 자체의 기본이 되었다.
옹호자나 방법과 더 구체적인 연관성을 가진 다른 용어로는 풀뿌리 민주주의, 준직접 민주주의, 합의 민주주의가 있다.

## 같이 보기
- 민주주의 (다양한 형태)
- 정치 관련 주제 목록

## 참고 문헌
- 퓨쳐 쇼크 - 앨빈 토플러
- Anticipatory Democracy: People in the Politics of the Future, Clement Bezold, Random House, 1978. ISBN 0-394-41236-2.